# Emerenzia

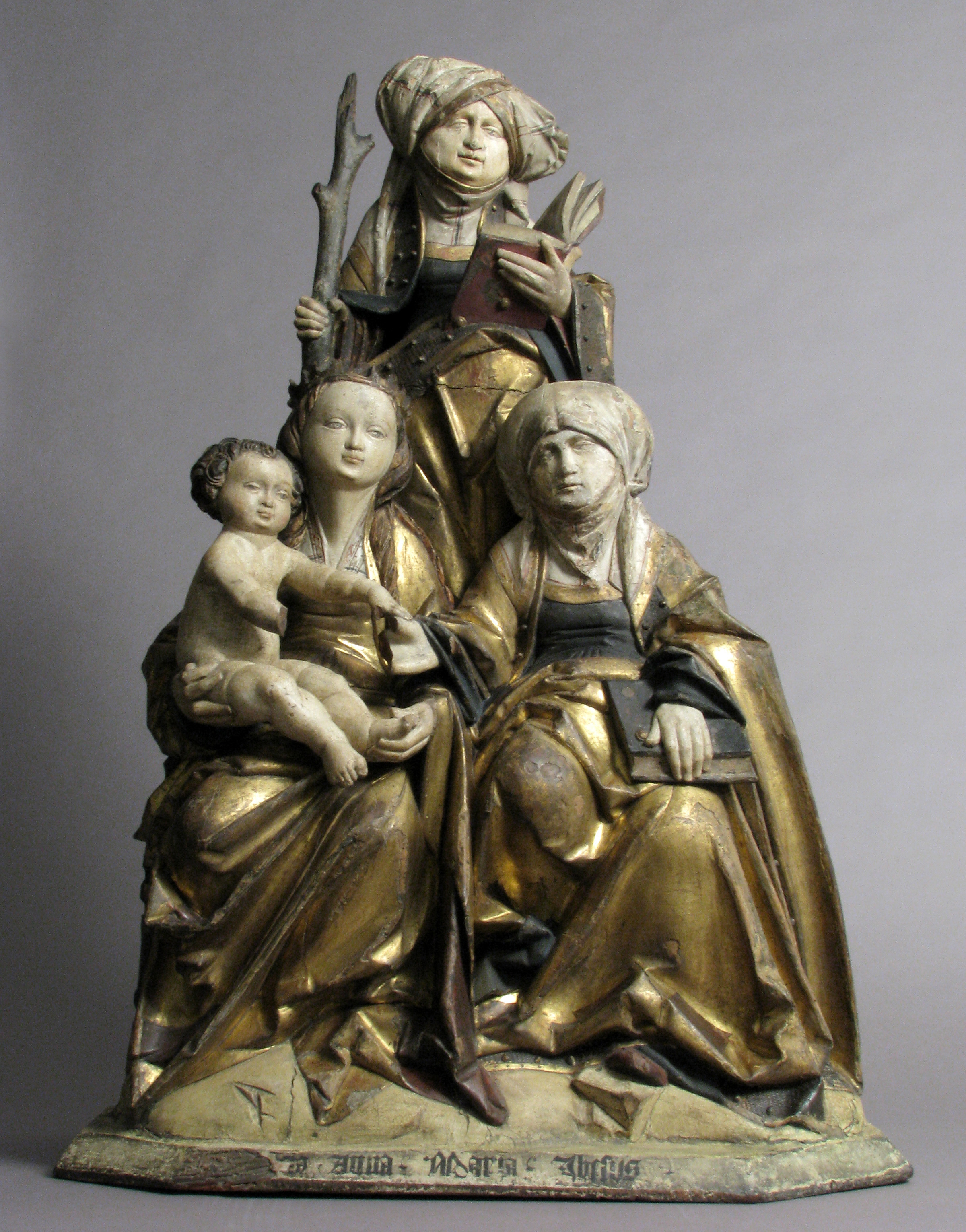
Un gruppo raffigurante il bambin Gesù con Maria, Anna ed Emerenzia (anonimo, 1400-1600, Metropolitan Museum of Art)

Emerenzia o Emerentia è il nome che, a partire dal XV secolo, in alcune tradizioni europee, viene dato alla madre di sant'Anna, nonna quindi della Vergine Maria e bisnonna di Gesù. Viene spesso citata come santa.

## Fonti

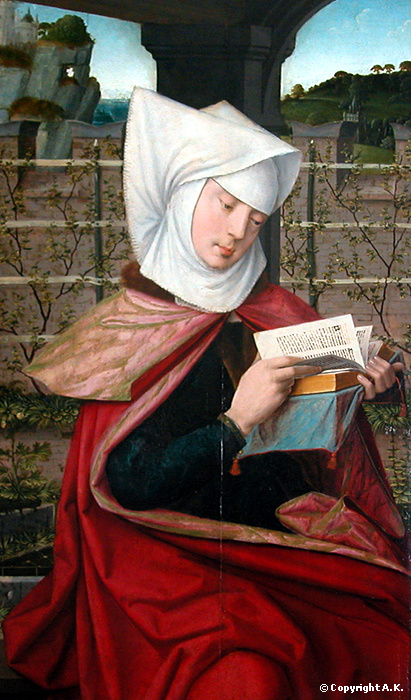
Sant'Emerenzia dipinta da Jan Provoost (Louvre)

Tale figura non è citata (né per nome, né anonimamente) nei Vangeli, e nemmeno nel Protovangelo di Giacomo, che è la prima fonte a citare i genitori della Madonna, Anna e Gioacchino. Il primo a menzionarla è Jodocus Badius, in una sua traduzione del 1502 di un'opera di Petrus Dorlandus, Vita gloriosissime matris Anne, inclusa in un volume intitolato Vita Iesu Christi ... ex evangelio et approbatis ab ecclesia catholica doctoribus sedule collecta per Ludolphum per Saxonia; la storia è narrata come segue:
Il contenuto della visione fa riferimento a sant'Anna (l'albero con i tre rami fioriti); il ramo con il fiore più bello è la Madonna, mentre gli altri due rami sono Maria di Cleofa e Maria Salomè, nate, secondo questa versione della storia (il trinubium Annae), da successivi matrimoni di Anna dopo la morte di Gioacchino; l'altro albero sarebbe stato Ismeria, altra figlia di Emerenzia, sorella di Anna e madre di Elisabetta.
Successivamente, Emerenzia è citata in un sermone di Johannes Eck del 1579, nel quale il teologo affermò che lei, il cui marito si chiamava Stolano o Gaziro, rimase incinta di Anna dopo che la coppia era rimasta senza figli per vent'anni; anche Jean Gerson narra la stessa storia nelle sue opere. Da qui in poi Emerenzia, assieme a tutto il resto del parentado di sant'Anna, appare in un certo numero di rappresentazioni della famiglia materna di Gesù.
Sant'Emerenzia, insieme con sant'Anna e il resto della "famiglia materna allargata" di Gesù, finì col cadere nell'oblio sul finire del XVI secolo quando, nella lotta fra riformisti e controriformisti, il Concilio di Trento bandì il trinubium Annae. La figura ricompare successivamente, insieme con altri antenati materni di Gesù, nelle visioni descritte dalla mistica Anna Katharina Emmerick.